# Clitocybe subinvoluta
Clitocybe subinvoluta är en svampart som först beskrevs av August Johann Georg Karl Batsch, och fick sitt nu gällande namn av Elias Fries 1887. Clitocybe subinvoluta ingår i släktet Clitocybe och familjen Tricholomataceae.   Inga underarter finns listade i Catalogue of Life.